# Alianza Francesa de Managua
La Alianza Francesa de Managua es una institución cultural y educativa sin fines de lucro que forma parte de la red mundial de la Alliance Française, cuya misión principal es promover la lengua francesa y difundir la cultura francófona en Nicaragua.

## Historia
La Alianza Francesa fue establecida en Managua durante la década de 1950, y desde entonces se ha consolidado como uno de los centros más importantes para la enseñanza del idioma francés en el país. Su sede actual se encuentra en el Reparto San Juan, en la capital nicaragüense.

## Actividades y servicios
La institución ofrece:
Cursos de francés para todos los niveles (niños, jóvenes y adultos)
Certificaciones oficiales como el DELF y DALF
Biblioteca multimedia y centro de recursos
Proyecciones de cine, exposiciones de arte, conciertos y charlas
Intercambios culturales y cooperación educativa con Francia

## Relación con la comunidad
La Alianza Francesa de Managua colabora activamente con instituciones locales y universidades, y participa en eventos culturales nacionales como ferias del libro, festivales de cine y semanas de la francofonía. También sirve como un punto de encuentro entre las culturas francesa y nicaragüense.

## Importancia
Es una de las instituciones culturales extranjeras más influyentes de Managua, y forma parte del fortalecimiento de las relaciones franco-nicaragüenses desde el ámbito de la cultura y la educación